# Жубал Роша Мендес Жуниор
Жубал Роша Мендес Жуниор (порт.-браз. Jubal Rocha Mendes Júnior), более известный, как Жубал (порт.-браз. Jubal; род. 29 августа 1993, Иньюмас, Гояс) — бразильский футболист, защитник клуба «Краснодар».

## Клубная карьера
Жубал — воспитанник клуба «Вила-Нова». 13 февраля 2011 года в матче Лиги Гояно против «Апаресиденсе» он дебютировал за основной состав. В том же году Жубал перешёл в «Сантос», где начал выступать за молодёжную команду. 31 января 2013 года в матче Лиги Паулиста против «Итуано» он дебютировал за основной состав. 21 января 2014 года в поединке против «Озаску Аудакс» игрок забил свой первый гол за «Сантос». 20 апреля в матче против «Спорт Ресифи» он дебютировал в бразильской Серии А. В 2015 году игрок на правах аренды перешёл в «Аваи». 5 июля в матче против «Спорт Ресифи» он дебютировал за новую команду. 
В начале 2016 года Жубал перешёл в португальскую «Ароку». 14 февраля в матче против «Униан Мадейра» он дебютировал в Сангриш лиге. 2 апреля в поединке против «Академики» игрок забил свой первый гол за «Ароку».
Летом 2017 года Жубал на правах аренды перешёл в «Витория Гимарайнш». 26 августа в матче против «Пасуш де Феррейра» он дебютировал за новую команду. 6 апреля 2018 года в поединке против «Риу Аве» игрок забил свой первый гол за «Виторию Гимарайнш». В 2019 году Жубал был арендован «Боавиштой». 2 февраля в матче против «Фейренсе» он дебютировал за новую команду.
Летом 2019 года Жубал подписал контракт с «Виторией Сетубал». 4 ноября в матче против «Боавишты» он дебютировал за новый клуб. 13 июля в поединке против «Фамаликана» игрок забил свой первый гол за «Виторию Сетубал». В 2020 году Жубал перешёл во французский «Осер». 12 сентября в матче против «Клермона» он дебютировал в Лиге 2. 18 декабря в поединке против «По» игрок забил свой первый гол за «Осер». В 2022 году Жубал помог клубу выйти в элиту. 7 августа в матче против «Лилля» он дебютировал в Лиге 1. 
Летом 2025 года Жубал на правах свободного агента подписал контракт с российским «Краснодаром». 29 июля в поединке Кубка России против Крыльев Советов игрок дебютировал за основной состав команды.

## Достижения
«Сантос»
- Чемпион Лиги Паулиста — 2015

 «Осер»
- Победитель французской Лиги 2 — 2023/24